# Полис, Альфред Фрицевич
Альфред Фрицевич Полис (1932) — советский и латвийский врач и философ.

## Биография
Родился Альфред Полис в 1932 году. В 1951 году поступил на лечебный факультет Рижского медицинского института, который он окончил в 1956 году. В 1966 году окончил аспирантуру по философии при ЛатвГУ, а в 1967 году защитил докторскую диссертацию «Социальное и биологическое здоровье и болезни». С 1966 года работал на кафедре философии ЛатвГУ. В 1974 году был избран доцентом, а в 1984 году — профессором. В 1984 году защитил вторую докторскую диссертацию на тему «Взаимодействие социального, психологического и биологического в гармоническом развитии личности».

## Научные работы
Основные научные работы посвящены разработке методологических основ междисциплинарного изучения личности и проблем душевного здоровья. Альфред Полис — автор свыше 172 научных работ.

## Избранные сочинения
- Полис А. Ф., Царегородцев Г. И. «Социальные проблемы медицины», 1968.
- Полис А. Ф. «Биологическое и социальное формирование целостной личности», 1977.